# ジャジソン・ロドリゲス・ダ・シルバ
ジャジソン（Jádson）こと、ジャジソン・ロドリゲス・ダ・シルバ（Jádson Rodrigues da Silva、1983年10月5日 - ）は、ブラジル・パラナ州ロンドリーナ出身の元サッカー選手。元ブラジル代表。現役時代のポジションはミッドフィールダー。

## 経歴

### クラブ
2003年よりアトレチコ・パラナエンセでキャリアをスタートさせた。
2005年1月、ウクライナのFCシャフタール・ドネツクに移籍した。3月5日、FCヴォルスクラ・ポルタヴァ戦でウクライナ・プレミアリーグデビューを果たした。シーズンの終わりまでに19試合に出場し6得点を入れ、リーグタイトル獲得に貢献した。
UEFAカップ 2008-09では決勝に進み、ヴェルダー・ブレーメン戦で決勝ゴールを決め、この試合のマンオブザマッチに選ばれた。UEFAチャンピオンズリーグ 2008-09ではFCバーゼル戦でハットトリックを達成した。UEFAチャンピオンズリーグ 2010-11では決勝トーナメント1回戦1stレグのASローマ戦で得点を挙げるなど、クラブ史上初のベスト8進出に貢献した。
2012年1月に母国のサンパウロFCに移籍。
2016年、中国・甲級リーグの天津権健へ完全移籍することが発表された。背番号は10番。
2017年2月7日、わずか1年でブラジル・カンピオナート・ブラジレイロ・セリエAのコリンチャンスへ復帰することが発表された。

### 代表
2011年2月9日のフランスとの親善試合で代表デビュー。コパ・アメリカ2011のメンバーにも選ばれ、グループリーグ第2戦のパラグアイ戦でガンソのパスからミドルシュートを決め、代表初得点を挙げた。

## タイトル

### クラブ
FCシャフタール・ドネツク
- ウクライナ・プレミアリーグ：2004-05, 2005-06, 2007-08, 2009-10, 2010-11, 2011-12
- ウクライナ・カップ：2007-08, 2010-11, 2011-12
- ウクライナ・スーパーカップ：2005, 2008, 2010
- UEFAカップ：2008-09

サンパウロ
- コパ・スダメリカーナ：2012

コリンチャンス
- カンピオナート・ブラジレイロ・セリエA：2015, 2017
- カンピオナート・パウリスタ：2017, 2018, 2019

天津天海
- 中国サッカー・甲級リーグ：2016

### 代表
ブラジル代表
- FIFAコンフェデレーションズカップ：2013